# Sankcje gospodarcze
Sankcje gospodarcze (sankcje ekonomiczne) – restrykcje nałożone na gospodarkę jednego lub kilku państw przez inne państwa. 
Celem sankcji gospodarczych jest doprowadzenie do zmiany przez władze państwa, na które je nałożono, ich polityki.  

## Działania w ramach sankcji gospodarczych
Sankcje mogą obejmować:
- cła (opłaty za przewóz dóbr),
- embarga (zakaz przewozu dóbr),
- kontyngenty wwozowe lub wywozowe (zakaz przewozu dóbr),
- ograniczenia monetarne (blokowanie kont bankowych, zakaz przewozu waluty).

Sankcje gospodarcze często są odpowiedzią na konflikty handlowe. Dla przykładu w roku 2002 rząd USA wprowadził zaporowe cła na stal, bo zagraniczni producenci wytwarzali ją taniej. Poszkodowane kraje złożyły protest do WTO, które uznało, że amerykańskie działanie było pogwałceniem porozumień o wolnym handlu. W związku z tym UE wprowadziła sankcje gospodarcze na USA w postaci wysokich ceł na dobra produkowane w tym kraju. W efekcie amerykański rząd w roku 2004 zniósł cła na stal.
W przeszłości konflikty między państwami doprowadzały do wojen celnych. W latach 20. i 30. XX wieku wiele krajów prowadziło między sobą takie konflikty. Dla przykładu Niemcy obłożyły bardzo wysokimi cłami produkty wytwarzane na Górnym Śląsku, co zmuszało tamtejszych przedsiębiorców do eksportu towarów przez port w Gdyni. Wielu ekonomistów sądzi, że wprowadzenie przez wiele krajów sankcji gospodarczych pod koniec lat 20. XX wieku było powodem Wielkiego Kryzysu i przyczyniło się do wybuchu II wojny światowej. Aby zażegnać w przyszłości zagrożenie kolejnych wojen handlowych, powołano Organizację Światowego Handlu (WTO).
Sankcje gospodarcze wynikają często z przyczyn politycznych. Dla przykładu 13 maja 1998 roku USA oraz Japonia wprowadziły sankcje gospodarcze na Indie po drugim teście hinduskiej broni atomowej.
Sankcje gospodarcze są ważnym narzędziem polityki ONZ: jeżeli jakiś kraj łamie prawo międzynarodowe, to Rada Bezpieczeństwa ONZ może wydać rezolucję o nałożeniu na to państwo sankcji gospodarczych. Dla przykładu na początku lat 90. XX wieku Irak został oskarżony o posiadanie broni masowego rażenia i na kraj nałożono sankcje gospodarcze obejmujące zakaz handlu większością dóbr. Po obaleniu dyktatora sankcje zniosła Rada Bezpieczeństwa w maju 2003 roku.

## Skuteczność sankcji gospodarczych
Skuteczność sankcji gospodarczych jest przedmiotem dyskusji. Według jednego z opracowań, ze 116 przypadków nałożenia sankcji pomiędzy 1914 i 1990 dwie trzecie nie osiągnęło zakładanych celów. 